# Instituto Nacional de Industria
El Instituto Nacional de Industria (INI) fue una entidad estatal española, creada como un soporte institucional para promover el desarrollo de la industria en España. Entre los años 1941 y 1980 constituyó de hecho el grupo empresarial más grande e importante de España. El INI desapareció en 1995 y sus funciones fueron asumidas por la Sociedad Estatal de Participaciones Industriales (SEPI).
Durante su existencia las grandes empresas que se establecieron a iniciativa del INI fueron SEAT, ENDESA, ENSIDESA y otras muchas dedicadas especialmente a la producción de hierro, acero y aluminio, y también a la industria petroquímica.

## Historia

### Creación

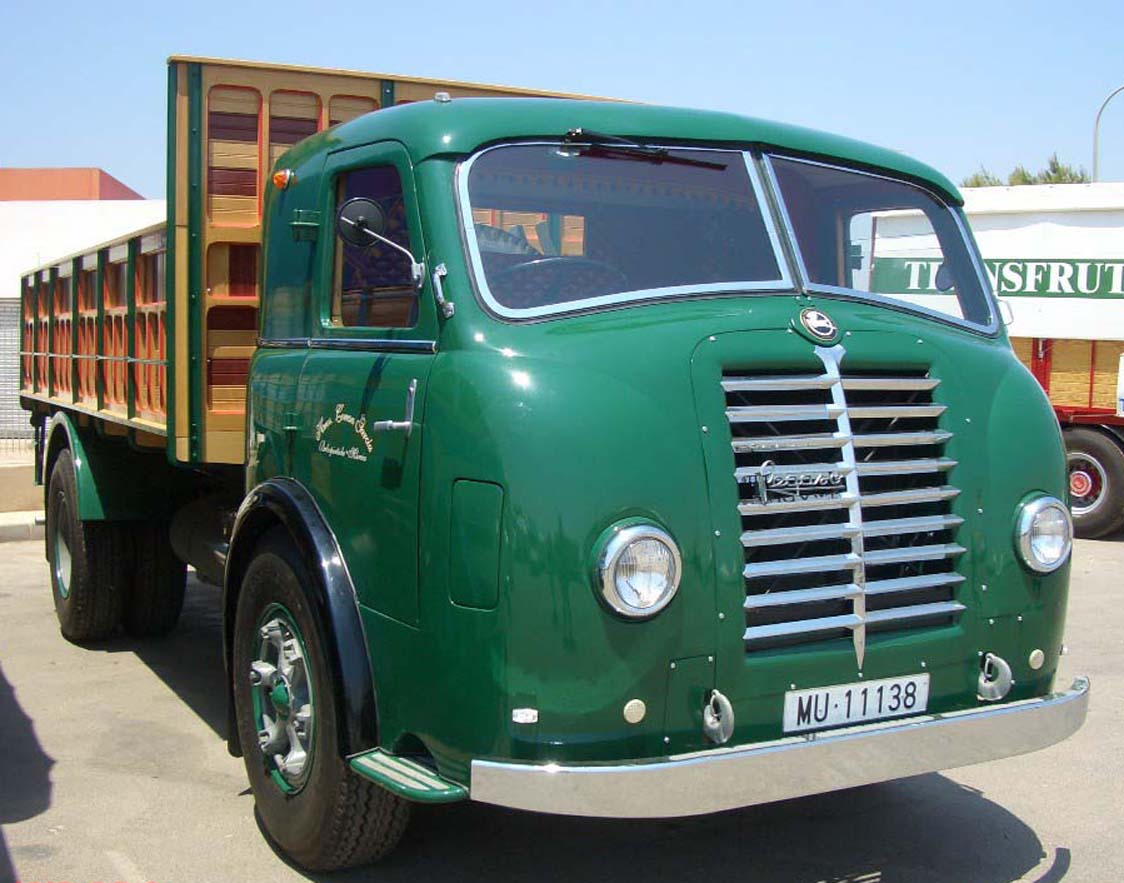
Imagen del camión Pegaso II, lanzado en 1951, por la empresa ENASA, perteneciente al INI.

Fundado por Ley de 25 de septiembre de 1941, durante el periodo de autarquía franquista (1939-59), con el objetivo de promover la creación de nuevas empresas industriales dentro de una visión autárquica de la economía. Su presidente hasta 1963 fue Juan Antonio Suanzes Fernández.
El artículo 1.° de su ley fundacional establecía como objetivo del Instituto: «Propulsar y financiar, en servicio de la Nación, la creación y resurgimiento de nuestras industrias, en especial de las que se propongan como fin principal la resolución de los problemas impuestos por las exigencias de la defensa del país o que se dirijan al desenvolvimiento de nuestra autarquía económica».
Para su creación se siguió el modelo italiano del IRI. Las primeras actuaciones acabaron en fracaso (Adaro, pizarra bituminosa), pero a la larga se convirtió en la mayor corporación industrial de España.
Entre 1939 y 1941 la política económica había tendido a privilegiar a los Sindicatos verticales, concediendo al mismo tiempo un papel aún mayor a la iniciativa empresarial privada en la reconstrucción. Para el historiador Stanley Payne, la destitución del jerarca de los sindicatos Gerardo Salvador Merino, unida al incremento de la influencia militar, fomentaron la formación de este organismo que desarrollaría directamente el capitalismo de Estado.
El INI se creó para reconstruir y dar impulso a la economía española desde una visión muy particular de la economía, y se encargaba de encauzar y poner en marcha las cuantiosas inversiones precisas para la industrialización del país, para atender las necesidades de la defensa nacional y para financiar grandes proyectos industriales.
Las principales críticas que se pueden hacer a su actuación durante sus primeros años son las siguientes:
- Su intervención estuvo guiada en muchas ocasiones por criterios políticos.
- En una situación de escasez de recursos financieros, los objetivos fundamentales se centraron en la maximización de la cantidad producida y no en la mejora de la rentabilidad.
- Los costes de producción y sus precios se movían muy por encima de los existentes en los mercados internacionales, con muy poca capacidad de competencia y restando eficiencia al sistema económico español.
- Sus empresas gozaron de grandes ventajas en la competencia con el sector privado, con incentivos fiscales, arancelarios, cambiarios y financieros.

A pesar de todas sus ineficiencias y errores estratégicos, el INI tuvo un efecto positivo indudable y decisivo en el paso de la España subdesarrollada y de economía fundamentalmente primaria de los años 40 a la pujante y terciarizada de los 70; pero con la apertura de la economía española al comercio internacional y especialmente a la Comunidad Económica Europea el INI perdió todo sentido y sus empresas se fueron privatizando a lo largo de los años 80.

### El ocaso
En 1992 se autorizó al INI a constituir una Sociedad Anónima a la que el Instituto aportaría la totalidad de sus acciones en el capital de las compañías en las que aún participaba. La nueva Sociedad Anónima quedó constituida el 4 de julio del mismo año, con el nombre de TENEO. Actualmente se denomina Sociedad Estatal de Participaciones Industriales (SEPI) y se ha deshecho de prácticamente todas sus participaciones industriales, salvo algunos casos como Hunosa, o RTVE.

## Empresas del INI
El INI se constituyó como un grupo industrial y financiero del que dependían multitud de empresas. A su creación se transfirieron al Instituto todos los valores mobiliarios del Estado y se le dotó inicialmente de cincuenta millones de pesetas. Algunas de las empresas que pertenecieron al INI fueron:
| Nombre                                                       | Acrónimo  | Fundación |
| ------------------------------------------------------------ | --------- | --------- |
| Empresa Nacional de Artesanía                                | ARTESPAÑA | 1969      |
| Astilleros Españoles S.A.                                    | AESA      | 1969      |
| Autotransporte Turístico Español S.A.                        | ATESA     | 1949      |
| Empresa Nacional Bazán                                       | -         | 1947      |
| Empresa Nacional Adaro de Investigaciones Mineras            | ENADIMSA  | 1942      |
| Empresa Nacional del Gas                                     | ENAGAS    | 1972      |
| Empresa Nacional de Autocamiones S.A.                        | ENASA     | 1946      |
| Empresa Nacional Calvo Sotelo                                | ENCASO    | 1942      |
| Empresa Nacional Carbonífera del Sur                         | ENCASUR   | 1961      |
| Empresa Nacional de Celulosas de España                      | ENCE      | 1957      |
| Empresa Nacional de Aluminio S.A.                            | ENDASA    | 1943      |
| Empresa Nacional de Electricidad S.A.                        | ENDESA    | 1944      |
| Empresa Nacional Eléctrica de Córdoba                        | ENECO     | 1961      |
| Empresa Nacional de Fertilizantes S.A.                       | ENFERSA   | 1974      |
| Empresa Nacional Santa Bárbara                               | -         | 1960      |
| Empresa Nacional de Investigación y Explotación de Petróleos | ENIEPSA   | 1976      |
| Empresa Nacional de Motores de Aviación S.A.                 | ENMASA    | 1951      |
| Empresa Nacional Minera del Sahara S.A.                      | ENMINSA   | 1962      |
| Empresa Nacional de Hélices de Aviación S.A.                 | ENHASA    | 19??      |
| Empresa Nacional Elcano                                      | ENE       | 1943      |
| Empresa Nacional de Óptica S.A.                              | ENOSA     | 1949      |
| Empresa Nacional de Petróleos de Tarragona                   | ENTASA    | 1971      |
| Empresa Nacional de Petróleos                                | ENPETROL  | 1974      |
| Empresa Nacional Siderúrgica S.A.                            | ENSIDESA  | 1950      |
| Empresa Nacional de Turismo S.A.                             | ENTURSA   | 1963      |
| Hulleras del Norte S.A.                                      | HUNOSA    | 1967      |
| Industria Española del Aluminio                              | INESPAL   | 1958      |
| Nitratos de Castilla                                         | NICAS     | 1940      |
| Refinería de Petróleos de Escombreras S.A.                   | REPESA    | 1949      |
| Sociedad Española de Automóviles de Turismo                  | SEAT      | 1950      |
| Siderúrgicas del Norte                                       | SIDENOR   | 1990      |

El INI también integró a otras sociedades originalmente privadas, como Iberia, Aviaco o CASA, y especialmente a grandes industrias en dificultades, como Uninsa, Hunosa, Altos Hornos del Mediterráneo, Hijos de J. Barreras o ASTANO. Sin embargo, los monopolios reconocidos por ley al Estado, como CAMPSA, Renfe, Telefónica o Tabacalera, nunca formaron parte del INI.

## Presidentes
| Nombre                            | Inicio                  | Final                   | Notas                                           |
| Juan Antonio Suanzes Fernández    | 17 de octubre de 1941   | 30 de octubre de 1963   |                                                 |
| José Sirvent Dargent              | 30 de octubre de 1963   | 25 de abril de 1964     |                                                 |
| Julio Calleja González-Camino     | 25 de abril de 1970     | 24 de abril de 1970     |                                                 |
| Claudio Boada Villalonga          | 24 de abril de 1970     | 1 de febrero de 1974    |                                                 |
| Francisco Fernández Ordóñez       | 1 de febrero de 1974    | 8 de noviembre de 1974  |                                                 |
| José María Guerra Zunzunegui      | 8 de noviembre de 1974  | 14 de marzo de 1975     |                                                 |
| Juan Miguel Antoñanzas Pérez-Egea | 14 de marzo de 1975     | 21 de enero de 1977     |                                                 |
| Francisco Jiménez Torres          | 21 de enero de 1977     | 2 de mayo de 1978       |                                                 |
| José Miguel de la Rica Basagoiti  | 2 de mayo de 1978       | 24 de abril de 1981     |                                                 |
| Carlos Bustelo y García del Real  | 24 de abril de 1981     | 22 de diciembre de 1982 | Segregación del sector de hidrocarburos (1981). |
| Enrique Moya Francés              | 22 de diciembre de 1982 | 3 de octubre de 1984    |                                                 |
| Luis Carlos Croissier Batista     | 3 de octubre de 1984    | 28 de julio de 1986     |                                                 |
| José Claudio Aranzadi             | 1 de agosto de 1986     | 12 de julio de 1988     |                                                 |
| Jordi Mercader Miró               | 15 de julio de 1988     | 11 de octubre de 1990   |                                                 |
| Francisco Javier Salas Collantes  | 11 de octubre de 1990   | 31 de julio de 1995     | Disolución del INI.                             |